# Dialetto sahidico
Il dialetto sahidico, denominato a volte dialetto tebaico, o copto dell'Alto Egitto, è una varietà della lingua copta parlato un tempo nell'alta valle del Nilo, fino all'altezza di Menfi ma escludendo la città, che dà inizio alla zona del Basso Egitto.

## Storia

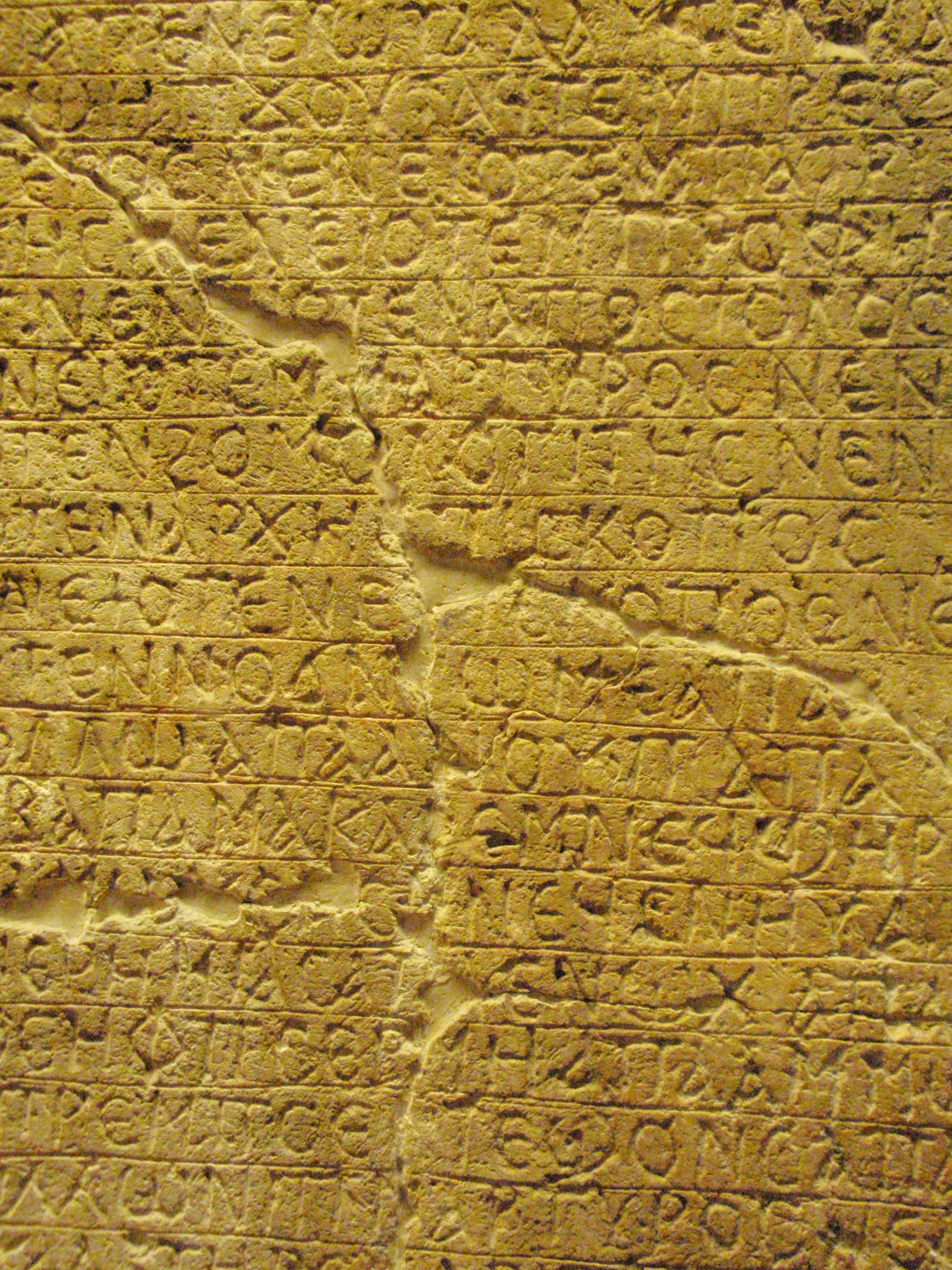
Iscrizione liturgica copta del V-VI sec. d.C. (Musei vaticani)

Basato sul sottodialetto parlato nella zona di Ermopoli, intorno al 300 d.C. cominciò ad essere scritto con scopi letterari e religiosi, soprattutto per tradurre le parti più importanti della Bibbia.
Dal VI secolo l'uso dell'ortografia standardizzata del sahidico era diffuso nell'intero Egitto; quasi tutti gli autori nativi scrivevano in questa varietà, che si confermò il principale dialetto copto impiegato come lingua liturgica e letteraria, in particolare nel periodo pre-islamico; finché a partire dal IX secolo, e definitivamente dall'XI, venne soppiantato dal dialetto bohairico.
Nonostante ciò, il sahidico è documentato fino al XIV secolo.
Mentre i testi negli altri dialetti copti sono soprattutto traduzioni di testi religiosi e letterari greci, il sahidico è l'unico dialetto dotato di una considerevole quantità di letteratura originale e anche di testi non letterari. Siccome il sahidico condivide la maggior parte delle sue caratteristiche con gli altri dialetti e mostra soltanto alcune particolarità ad esso specifiche, oltre che a possedere la più abbondante quantità di testi a noi conosciuti, è generalmente il principale dialetto studiato dagli studenti e dagli specialisti del copto, soprattutto da quelli esterni all'ambito della Chiesa ortodossa copta, nella quale invece ha la precedenza il dialetto bohairico, da più di mille anni lingua della liturgia, e dal secolo scorso oggetto di tentativi di recupero della lingua.
I dialetti dell'Alto Egitto furono tutti e tre largamente usati per la traduzione di testi gnostici e manichei, tra i quali i Codici di Nag Hammadi.

### Dialetto achmimico
Il dialetto achmimico, anch'esso dell'Alto Egitto, fu il dialetto copto della zona intorno alla città di Akhmim (la Panopoli dei Greci). Fu impiegato in letteratura nel IV e nel V secolo, successivamente non è più attestato.
Nella fonologia fu il più arcaico dei dialetti copti. In particolare conservò il fonema /x/ (ch tedesco), che diventò /ʃ/ (sc di scena) nella maggior parte degli altri dialetti. Analogamente usava un metodo di scrittura arcaico, molto simile a quello dell'antico copto.

### Dialetto licopolitano
Altro dialetto letterario dell'Alto Egitto, il licopolitano (detto anche subachmimico o assiutico) fu un dialetto affine all'achmimico; parlato in una zona prossima, quella che faceva capo alla città di Asyūṭ (la Licopoli dei Greci), e impiegato in letteratura all'incirca nella stessa epoca. La principale differenza sembra consistesse nella grafia.